# Carex yulungshanensis
Espèce
Classification phylogénétique
Statut de conservation UICN

 NT  : Quasi menacé
Carex yulungshanensis est une espèce de plantes du genre Carex et de la famille des Cyperaceae.